# Pielgrzymka Łaski

Sztandar „pielgrzymów” symbolizujący rany Jezusa Chrystusa

Pielgrzymka Łaski (ang. Pilgrimage of Grace) – powstanie ludowe na tle religijnym z 1536 roku, zapoczątkowane na północy Anglii. Rewolta ta wybuchła bezpośrednio w proteście przeciwko rozwiązywaniu i niszczeniu klasztorów katolickich przez komisarzy działających z rozkazu Henryka VIII, ale była również wynikiem niezadowolenia ludności, głównie chłopskiej, z rozłamu w Kościele katolickim dokonanym przez króla i ustanowieniem przez niego Kościoła anglikańskiego.
Przyjmuje się, że powstanie wybuchło 13 października w Yorku, ale już kilkanaście dni wcześniej w hrabstwie Lincolnshire chłopi zbuntowali się przeciwko wysłannikom króla. Głównym pomysłodawcą rozwiązywania i plądrowania klasztorów był doradca króla Thomas Cromwell, który w ten sposób chciał powiększyć zasobność skarbca królewskiego.
Rewolta ogarnęła niemal całą północną Anglię i liczyła ok. 40 tysięcy uczestników. Do jej stłumienia Henryk VIII wysłał Thomasa Howarda i George'a Talbota, którzy zaskoczeni rozmiarem powstania rozpoczęli pertraktacje z jego przywódcami, by zyskać na czasie.
Jeszcze przed świętami Bożego Narodzenia król obiecał uniewinnienie wszystkich uczestników oraz zwołanie parlamentu w Yorku, by rozważyć postulaty Pielgrzymki. Na tej podstawie londyński prawnik Robert Aske, przywódca powstania, rozesłał powstańców do domów.
Król nie planował dotrzymać swoich obietnic i kiedy w lutym 1537 roku ludność ponownie zaczęła powstawać, wszyscy przywódcy zostali aresztowani i straceni, a na terenie rozruchów został wprowadzony stan wojenny.